# Nordische Badmintonmeisterschaft 1985
Die Nordische Badmintonmeisterschaft 1985 fand vom 16. bis zum 17. November 1985 in Karlskrona statt. Es war die 24. Auflage dieser Veranstaltung.

## Finalergebnisse
| Disziplin    | Sieger                           | Finalist                             | Ergebnis           |
| ------------ | -------------------------------- | ------------------------------------ | ------------------ |
| Herreneinzel | Ib Frederiksen                   | Michael Kjeldsen                     | 15-10, 15-5        |
| Dameneinzel  | Christine Magnusson              | Rikke van Sørensen                   | 11-9, 11-4         |
| Herrendoppel | Stefan Karlsson Thomas Kihlström | Mark Christiansen Michael Kjeldsen   | 15-6, 15-6         |
| Damendoppel  | Dorte Kjær Nettie Nielsen        | Maria Bengtsson Christine Magnusson  | 15-4, 16-18, 15-13 |
| Mixed        | Stefan Karlsson Maria Bengtsson  | Thomas Kihlström Christine Magnusson | 15-9, 15-7         |